# Benin i olympiska sommarspelen 1984
Benin deltog i de olympiska sommarspelen 1984 med en trupp bestående av 3 deltagare. Ingen av landets deltagare erövrade någon medalj.

## Boxning
Bantamvikt
- Firmin Abissi
  1. Första omgången — Bye
  2. Andra omgången — Förlorade mot Babar Ali Khan (Pakistan), 0-5